# Torrey
Torrey is een plaats (town) in de Amerikaanse staat Utah, en valt bestuurlijk gezien onder Wayne County.

## Demografie
Bij de volkstelling in 2000 werd het aantal inwoners vastgesteld op 171.
In 2006 is het aantal inwoners door het United States Census Bureau geschat op 190, een stijging van 19 (11,1%).

## Geografie
Volgens het United States Census Bureau beslaat de plaats een oppervlakte van
1,0 km², geheel bestaande uit land. Torrey ligt op ongeveer 2084 m boven zeeniveau.

## Plaatsen in de nabije omgeving
De onderstaande figuur toont nabijgelegen plaatsen in een straal van 44 km rond Torrey.